# Lac Helene
Le lac Helene, en anglais Lake Helene, est un lac dans l'État américain du Colorado. Il est situé à une altitude de 3 228 m dans le comté de Larimer et le parc national de Rocky Mountain.